# 紀元前192年
紀元前192年（きげんぜん192ねん）は、ローマ暦の年である。ローマ建国紀元562年、ルキウス・クィンクティウス・フラミニヌスとグナエウス・ドミティウス・アヘノバルブスが執政官の年。

## 他の紀年法
- 干支 : 己酉
- 日本
  - 孝元天皇23年
  - 皇紀469年
- 中国
  - 前漢 : 恵帝3年
- 朝鮮
  - 檀紀2142年
- 仏滅紀元 : 353年
- ユダヤ暦 : 3569年 - 3570年

## できごと

### 共和政ローマ
- アンティオコス3世と戦争に突入した場合はアヘノバルブスが担当することになっていたが、結局両執政官ともボイイ族とリグリア人相手の作戦を展開した[1]。
- プラエトル（法務官）アウルス・アティリウス・セッラヌスは、スパルタのナビスに対する作戦を展開した[1]。
- プロコンスル（前執政官）マルクス・フルウィウス・ノビリオル (紀元前189年の執政官)がヒスパニア・ウルテリオルでオレタニ族らに勝利し、クィントゥス・ミヌキウス・テルムスがピサエ周辺でリグリア人に勝利した[2]。
- 前年のアンティオコスに対するレガトゥス（使節）プブリウス・スルピキウス・ガルバ・マクシムス、プブリウス・ウィッリウス・タップルス、プブリウス・アエリウス・パエトゥス (紀元前201年の執政官)[3]が帰国し、状況を報告した[2]。
- ティトゥス・クィンクティウス・フラミニヌス、グナエウス・セルウィリウス・カエピオ (紀元前203年の執政官)、タップルスらがアエトリア同盟とアンティオコスに対抗するためギリシアに送られた[2]。

### ギリシア
- ナビス戦争
  - スパルタの僭主ナビスは失った領土を取り戻すために動き出した。
  - ローマ軍が到着するのを待たずにフィロポイメーンの指揮するアカイア同盟の陸海軍はギュティオンに侵攻した。アカイア同盟軍はスパルタ軍に敗北し、フィロポイメンはTegeaに撤退した。
  - フィロポイメーンが2度目にラコニアに入ると、彼の軍はスパルタの奇襲を受けた。しかしフィロポイメーンはなんとか勝利を収めた。
  - フィロポイメーンのスパルタ占領計画は、ローマの大使フラミニウスの要請によって保留された。その見返りとして、ナビスは現状を維持することを決断した。
  - ナビスはアイトリア同盟に助けを求め、アイトリア同盟は1000の騎馬隊をスパルタに派遣した。
  - ナビスがアイトリアの将軍に暗殺され、スパルタはアイトリアに一時占拠され、宮殿を強奪され、市街も略奪された。しかし、スパルタ市民は反撃し、アイトリア軍を街から追い出した
  - フィロポイメーンはアイトリアの謀反を活かし、アカイア同盟軍とともにスパルタに侵入した。スパルタの支配権を得ると、フィロポイメーンはスパルタをアカイア同盟に加盟させた。
- アンティオコスに率いられたセレウコス朝の軍は、ローマに反抗したアイトリア同盟の導きでギリシアに侵攻した。アエトリア同盟はアンティオコスを指揮官に指名した。アンティオコスはわずか10500人を率いてテッサリアに上陸し、エウボイア島を占拠した。

## 死去
- ナビス：スパルタの僭主（* 誕生年は不詳）